# Macrostylis hadalis
Macrostylis hadalis är en kräftdjursart som beskrevs av Wolff 1956. Macrostylis hadalis ingår i släktet Macrostylis och familjen Macrostylidae. Inga underarter finns listade i Catalogue of Life.